# لوک دیلی
لوک دیلی (انگلیسی: Luke Daley؛ زادهٔ ۱۰ نوامبر ۱۹۸۹) بازیکن فوتبال اهل بریتانیا است.
از باشگاه‌هایی که در آن بازی کرده‌است می‌توان به باشگاه فوتبال دارتفورد، باشگاه فوتبال لینکولن سیتی، باشگاه فوتبال نوریچ سیتی، باشگاه فوتبال استیونج، باشگاه فوتبال براینتری تاون، باشگاه فوتبال چلمزفورد سیتی، و باشگاه فوتبال پلیموث آرگیل اشاره کرد.